# 蔡東生
蔡　東生（さい とうせい）は、日本の工学者。筑波大学システム情報系准教授。研究分野は通信・ネットワーク工学、航空宇宙工学、教育工学、超高層物理学。クラスタ、並列計算、大規模シミュレーション、宇宙気象シミュレーション、仮想サテライト、非線形科学、フラクタル、カラーサイエンス、芸術とメディア／CG、宇宙観測ナノテクノロジー、共感覚に関する研究を行っている。

## 学歴
1989年3月に東京大学大学院修了、工学博士。1989年12月にスタンフォード大学大学院修了、Ph. D(工学)。

## 現職
2007年から筑波大学准教授。

## 受賞
出典:
- 1997年度
  - コニカ画像奨励賞
- 2001年度
  - ビジュアルテクノロジーシンポジウム優秀作品賞
  - ビジュアルテクノロジーシンポジウム佳作
- 2002年度
  - ビジュアル・サイエンス・フェスタ2002 優秀賞
  - 日本ディスタンスラーニング学会第３回学術講演会ベストプレゼンター賞（共著）

- 2003年度
  - 第１９回NICOGRAPH論文コンテスト論文集審査員特別賞
  - Loreal Art and Science Color Prize Finalist
  - ビジュアルテクノロジーシンポジウム佳作
  - ビジュアルテクノロジーシンポジウム優秀作

- 2004年度
  - Honary Banquet Talk at e-Agenda

- 2008年度
  - Voir l’invisible先端可視化101に選定
  - Roberval Award Nomination

- 2009年度
  - 第25回 NICOGRAPH 論文コンテスト論文集優秀論文賞受賞
  - Who’s Who in the World
  - Oscar Buneman Award

- 2010年度
  - 自然に学ぶものづくり　研究助成プログラム

- 2011年度
  - 大川情報通信基金助成金
  - 財団法人電気通信普及財団　平成22年度研究調査助成

- 2019年度
  - フランス国立科学研究センター80周年記念可視化賞優れた可視化作品に対する賞

## 著書
出典:
- 『数値解析入門』1989年1月
- 『Kineitc Kelvin-Helmholtz Instability in a Magnetic FIeld』Center for Digital Inovation, UCLA 1989年12月
- 『Mathematica―理工系ツールとしての (アジソン ウェスレイ・トッパン情報科学シリーズ)』トッパン、1991年11月　ISBN 978-4810180367
- 『マルチメディアフラクタル画像圧縮 (AKピータース・トッパン数理科学シリーズ) (日本語) 』 トッパン、1995年3月　ISBN 978-4810189032
- 『Interactive Multimedia Education at Distance— Linear Algebra』Center for Digital Inovation, UCLA 2000年1月
- 『voir l'invisible (仏文)』omniscience、2007年1月

## 出演
出典:
- 「ニュースな晩餐会」（2014年11月23日、フジテレビ）
- 「新報道2001」（2016年7月、フジテレビ）
- 「ららら♪クラシック」（2016年10月、NHK）
- 「情報プレゼンター　とくダネ！」（2016年11月18日、フジテレビ）